# Skrzydło kraski
Skrzydło kraski – akwarela niemieckiego malarza i grafika Albrechta Dürera.
Studium skrzydła kraski powstało w 1500 lub w 1512 roku. Od 1500 roku Dürer rozpoczął serię szczegółowych przedstawień wizerunków zwierząt i roślin. W 1528 roku opublikował pracę Proportionslehre, w której umieścił grafiki martwej natury.
W tym samym okresie Dürer namalował Martwą Kraskę. Oba obrazy znajdują się w galerii Albertina w Wiedniu.